# Orquestra Sinfônica de Hollywood
A Orquestra Sinfônica de Hollywood (em inglês:  Hollywood Symphony Orchestra) é uma orquestra sinfônica americana, composta por 75 músicos, baseada em Los Angeles, Califórnia. O atual diretor artístico e maestro residente é John Scott. A orquestra dedica-se a interpretar obras clássicas e fazer gravaçoes para filmes de Hollywood.
A orquestra foi, inicialmente, uma orquestra para gravações. O concerto inaugural aconteceu dia 18 de Maio de 2006 no Hall Royce. No seu primeiro ano, a orquestra apresentou as premières das músicas de "Memórias de uma Gueixa", "Antony e Cleópatra", "World Trade Center" e "Matrix". Em 2006 eles apresentaram obras de compositores renomados, como John Williams, Dimitri Tiomkin, Clin Eastwood, John Scott, Sergei Prokofiev, Ralph Vaughan Williams, entre outros.
O primeiro concerto transmitido pela rádio aconteceu dia 20 de agosto de 2006, pela K-Mozart 105.1FM, sob o comando do maestro John Scott.
Em 2007, o diretor artístico John Scott retornou para Inglaterra. Ele permaneceu um ano lá, dedicando-se a composição musical para o file "As aventuras de Robin Hood". Em 2008 ele decidiu escrever uma ópera e nunca retornou para conduzir a orquestra em um concerto ao vivo.